# Mokrá Lúka
Mokrá Lúka – wieś (obec) na Słowacji położona w kraju bańskobystrzyckim, w powiecie Revúca. Miejscowość położona jest nad lewym brzegiem rzeki Muráň, u południowego podnóża Gór Stolickich (Stolické vrchy). 
Pierwsze wzmianki o miejscowości pochodzą z roku 1427.
Według danych z dnia 31 grudnia 2012, wieś zamieszkiwało 527 osób, w tym 283 kobiety i 244 mężczyzn.
W 2001 roku rozkład populacji względem narodowości i przynależności etnicznej wyglądał następująco:
- Słowacy – 94,29%
- Czesi – 1,18%
- Romowie – 0,79%
- Ukraińcy – 0,39%
- Węgrzy – 0,59%

Ze względu na wyznawaną religię struktura mieszkańców kształtowała się w 2001 roku następująco:
- Katolicy rzymscy – 20,87%
- Grekokatolicy – 1,38%
- Ewangelicy – 40,55%
- Ateiści – 32,68%
- Nie podano – 3,15%